# São Cipriano (Viseu)
São Cipriano é uma povoação portuguesa do Município de Viseu que foi sede da extinta Freguesia de São Cipriano, freguesia que tinha 12,57 km² de área e 1 283 habitantes (2011), e, por isso, uma densidade populacional de 102,06 hab/km².
A Freguesia de São Cipriano foi extinta (agregada), no âmbito de uma reforma administrativa nacional, tendo o seu território sido agregado ao da Freguesia de Vil de Souto, para formar uma nova freguesia denominada União das Freguesias de São Cipriano e Vil de Souto, esta denominação foi alterada oficialmente, apenas para Freguesia de São Cipriano e Vil de Souto em 2015.

## População
| População da freguesia de São Cipriano | População da freguesia de São Cipriano | População da freguesia de São Cipriano | População da freguesia de São Cipriano | População da freguesia de São Cipriano | População da freguesia de São Cipriano | População da freguesia de São Cipriano | População da freguesia de São Cipriano | População da freguesia de São Cipriano | População da freguesia de São Cipriano | População da freguesia de São Cipriano | População da freguesia de São Cipriano | População da freguesia de São Cipriano | População da freguesia de São Cipriano | População da freguesia de São Cipriano |
| -------------------------------------- | -------------------------------------- | -------------------------------------- | -------------------------------------- | -------------------------------------- | -------------------------------------- | -------------------------------------- | -------------------------------------- | -------------------------------------- | -------------------------------------- | -------------------------------------- | -------------------------------------- | -------------------------------------- | -------------------------------------- | -------------------------------------- |
| 1864                                   | 1878                                   | 1890                                   | 1900                                   | 1911                                   | 1920                                   | 1930                                   | 1940                                   | 1950                                   | 1960                                   | 1970                                   | 1981                                   | 1991                                   | 2001                                   | 2011                                   |
| 1 184                                  | 1 317                                  | 1 205                                  | 1 284                                  | 1 330                                  | 1 270                                  | 1 352                                  | 1 429                                  | 1 494                                  | 1 464                                  | 1 461                                  | 1 523                                  | 1 440                                  | 1 337                                  | 1 283                                  |